# Сайи-Лабурс
Сайи-Лабурс (фр. Sailly-Labourse, французское произношение: [saji labuʁs]) — коммуна на севере Франции, находится в регионе О-де-Франс. Департамент коммуны — Па-де-Кале. Входит в состав кантона Дуврен. Округ коммуны — Бетюн. Коммуна входит в Агломерационное сообщество Бетюн-Брюэ, Артуа-Лис-Роман, которое включает 100 коммун и насчитывало 276 238 жителей в 2019 году.

## География

### Местонахождение
Сайи-Лабурс — это крупный сельскохозяйственный и промышленный посёлок, расположенный примерно в 4,8 км к юго-востоку от Бетюна и в 39 км к юго-западу от Лилля, на пересечении дорог D943 и D65.
|        | Бёври     |         |
| Лабурс | Компас    | Аннекен |
|        | Мазенгарб |         |

### Гидрография
Территория коммуны расположена в бассейне Артуа-Пикарди. Коммуну пересекает Ривьер Милитер, естественный водоток протяженностью 1,97 км, берущий начало в коммуне Бёври и впадающий в ручей Баризо в коммуне Беври.

### Природные среды и биоразнообразие
Природные территории, представляющие экологический, фаунистический и флористический интерес
Цель инвентаризации природных территорий, представляющих экологический, фаунистический и флористический интерес (ZNIEFF) — охватить наиболее интересные с экологической точки зрения территории, в основном для того, чтобы улучшить знания о национальном природном наследии и предоставить различным лицам, принимающим решения, инструмент, который поможет им учитывать окружающую среду при планировании землепользования.
Муниципальная территория включает тип 1 ZNIEFF: болота Бёври, Кюенши и . Эта группа болот расположена в водосборном бассейне Лис на северо-западной окраине горного бассейна Па-де-Кале, который является высокоиндустриальным и населённым районом, в котором сохранилось мало природных условий.

## Городское планирование

### Типология
Сайи-Лабурс является городской коммуной, так как относится к коммунам с плотной или промежуточной плотностью, в соответствии с сеткой плотности коммун Insee. Она относится к городской единице Бетюн, межведомственной агломерации, состоящей из 94 коммун и 356 052 жителей в 2017 году, из которых она является пригородной коммуной.
Коммуна также входит в состав водосборного бассейна Нё-ле-Мин, в котором она является коммуной главного центра. Эта территория, включающая 8 муниципалитетов, относится к категории территорий с населением менее 50 000 человек.

### Землепользование

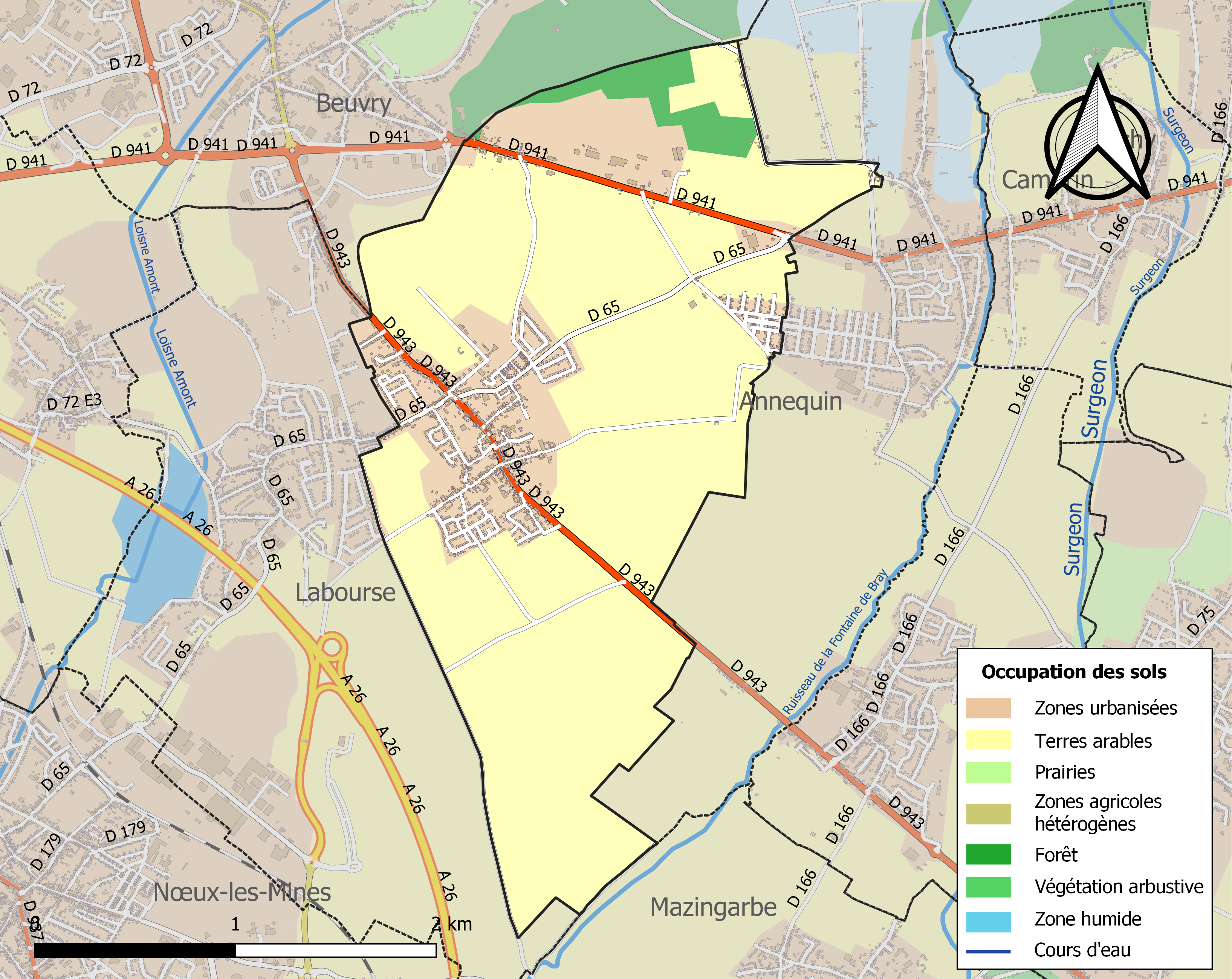
Карта землепользования коммуны в 2018 году (Почвенно-растительный покров CORINE).

Землепользование муниципалитета, как показывает европейская биофизическая база данных землепользования Corine Land Cover (CLC), характеризуется важностью сельскохозяйственных земель (75,2 % в 2018 году), которая, тем не менее, снижается по сравнению с 1990 годом (78,4 %). Детальное распределение в 2018 году выглядит следующим образом: пахотные земли (75,2 %), урбанизированные территории (16 %), шахты, свалки и строительные площадки (5,5 %), леса (3,3 %).
Национальный географический институт Франции также предоставляет онлайн-инструмент для сравнения изменений в землепользовании с течением времени в муниципалитете (или на территориях разного масштаба). Несколько периодов доступны в виде карт или аэрофотоснимков: карта Кассини (XVIII век), штабная карта (1820—1866) и текущий период (с 1950 по настоящее время).

## Топонимика
Сайи (фр. Sailly) засвидетельствован как Salli (1154); Sailli (1155—1159); Saillies (XII век); Sailliacum (1251); Salliacum (1253); Salli d’alès la Bourse (XIII век); Saille (1330); Saalli (1404); Sailli leez le Bourse (1439); Sailly-lez-le-Bourse (1515); Sailly-lez-Béthune (XVI век); Sailly-lez-Bours (1749); Sailly-lez-Bourse (1651).
Имя Sailly (атрибуция фр. Salli в 1154 году) могло произойти от галло-римского мужского имени Salius и суффикса -acum, латинизации галльского суффикса -*acon. Поэтому, вероятно, это сельская собственность галло-римского происхождения или, по крайней мере, поздней античности.
Лабурс засвидетельствован под формами Bursa (1074); Le Borse (1206); Bourres (1403); Le Boursse (1407); Le Bourse-lez-Sailly (1565); Bourse-lez-Sailly (1739).

## История
Средний неолит В 1975—1976 годах в районе Сайи-Лабурс был найден и раскопан археологический памятник эпохи среднего неолита. Найденные здесь керамика и кремни датируются 3400 годом до н. э. и свидетельствуют о поселении первых земледельцев и скотоводов на севере Франции. До этого эти регионы населяли охотничьи народы. Первое «дунайское расселение» около 5000 года до н. э. уже привело к появлению земледельцев в Бельгии и Провансе. Неизвестно, сколько людей жило в Сайи в ранние времена, но документально зафиксировано 89 налогоплательщиков в конце XIII века, 55 семей в 1469 году, 37 в 1698 году, 216 жителей в 1720 году, 642 в 1793 году, 710 в 1836 году, 699 в 1856 году, 744 в 1870 году, 1 416 в 1914 году, 1410 в 1921 году, 1920 в 1936 году, 2106 в 1946 году и 1750 в переписи 1982 года.
В Сайи-Лабурс всё ещё стоит церковь, в районе, который сильно пострадал от двух последних мировых войн. Она датирована 1573 годом. Однако её первоначальные хоры были снесены и перестроен в 1782 году в другом виде. Раньше здесь было три алтаря. Тот, что справа, был алтарем Святого Николая — братства, похожего на благотворительное. Сегодня это только волонтёры, не имеющие никакого религиозного аспекта. Старый пресвитерий, построенный до революции, все ещё существует на улице де Нё, но, к сожалению, он сильно повреждён. Он был продан во время беспорядков, последовавших за падением старого режима. Нынешний пресвитерий был построен около 1820 года. Реконструкция хоров заняла почти сто лет. Ход дела можно проследить по сводной описи архива департамента (том III. серия H, фонд аббатства Сен-Вааст, стр. 154). В 1688 году Шарль Дудикур, приходской священник, обратился в Совет Артуа с просьбой обязать дециматора (того, кто собирает десятину) отремонтировать хор, который «находится в разрушенном состоянии, так что он был вынужден покинуть его, не смея больше совершать там святую мессу». Далее находится упоминание о смете и ремонте хора в 1691 и 1725 годах; о визите каменщика и плотника из Арраса, в 1756 году и о присуждении работ в 1762 году. Развязка наступает через 94 года после начала интриги, в 1782 году.

## Политика и администрация

### Территориальное деление
Коммуна находится в округе Бетюн департамента Па-де-Кале.
Коммуны и межобщинные отношения
Коммуна входит в агломерационное сообщество Бетюн-Брюэ, Артуа-Лис-Роман.
Административные районы
Коммуна входит в состав кантона Дуврен.
Избирательные округа
На выборах депутатов коммуна входит в 10-й округ департамента Па-де-Кале.

### Муниципальные и общинные выборы
Список мэров

| Период      | Период                              | ФИО                   | Партия                  | Квалификация                                      |
| ----------- | ----------------------------------- | --------------------- | ----------------------- | ------------------------------------------------- |
| 1800        | 1813                                | Жак-Филипп Долле      |                         | Земледелец                                        |
| 1813        | 1827                                | Теодор Лерик де Рокур |                         | Собственник                                       |
| 1827        | 1835                                | Жак-Филипп Долле      |                         | Земледелец                                        |
| 1835        | 1840                                | Серафин Лефрансуа     |                         | Земледелец                                        |
| 1840        | 1848                                | Аймабль Дансу         |                         | Бывший офицер                                     |
| 1848        | 1855                                | Франсуа Долле         |                         | Земледелец                                        |
| 1855        | 1861                                | Аймабль Дансу         |                         | Бывший офицер                                     |
| 1862        | 1876                                | Агафон Долле          |                         | Земледелец                                        |
| 1876        | 1896                                | Огюстен Лелё          |                         | Земледелец                                        |
| 1896        | 1908                                | Жан-Батист Демолен    |                         | Земледелец                                        |
| 1908        | 1919                                | Констант Демолен      |                         | Земледелец                                        |
| 1919        | 1925                                | Эмиль Эссик           |                         | Шахтёр, затем торговец                            |
| 1925        | 1945                                | Жюль Майер            | Независимые социалисты  | Торговец лошадьми Окружной советник (1931 → 1937) |
| 1945        | 1947                                | Жозеф Мачут           |                         | Шахтёр                                            |
| 1947        | март 1971                           | Жюль Майер            | Независимые социалисты  | Торговец лошадьми                                 |
| март 1971   | март 1977                           | Ролан Леблан          |                         | Работник угольной промышленности                  |
| март 1977   | март 2001                           | Жан Курнаерт          | Социалистическая партия | Земледелец                                        |
| март 2001   | январь 2003 (смерть)                | Жак Делькло           |                         |                                                   |
| март 2003   | март 2014                           | Роберт Копен          | Разные левые            | Инженер-химик в отставке                          |
| март 2014   | 2020                                | Моисей Боделе         | Разные левые            | Бывший учитель и директор школы                   |
| 3 июля 2020 | в должности (до 4 апреля 2022 года) | Доминик Эннебель      |                         | Бывший служащий                                   |

## Население и общество

### Демография
Демографические изменения
Динамика численности населения известна благодаря переписям населения, проводившимся в коммуне с 1793 года. Начиная с 2006 года, юридическая численность населения муниципалитетов ежегодно публикуется INSEE. В настоящее время перепись основана на ежегодном сборе информации, касающейся последовательно всех коммунальных территорий в течение пяти лет. Для муниципалитетов с населением менее 10 000 человек каждые пять лет проводится перепись всего населения, при этом численность населения за промежуточные годы оценивается путем интерполяции или экстраполяции. Что касается муниципалитета, то первая исчерпывающая перепись населения по новой системе была проведена в 2008 году.
В 2020 году в коммуне проживало 2520 человек, что на 16,61 % больше, чем в 2014 году (Па-де-Кале: −0,71 %, Франция без учёта Майотты: +1,9 %).
| 1793 | 1800 | 1806 | 1821 | 1831 | 1836 | 1841 | 1846 | 1851 |
| ---- | ---- | ---- | ---- | ---- | ---- | ---- | ---- | ---- |
| 642  | 752  | 729  | 722  | 710  | 685  | 702  | 727  | 756  |

| 1856 | 1861 | 1866 | 1872 | 1876 | 1881 | 1886 | 1891 | 1896  |
| ---- | ---- | ---- | ---- | ---- | ---- | ---- | ---- | ----- |
| 699  | 714  | 744  | 742  | 800  | 849  | 969  | 979  | 1 062 |

| 1901  | 1906  | 1911  | 1921  | 1926  | 1931  | 1936  | 1946  | 1954  |
| ----- | ----- | ----- | ----- | ----- | ----- | ----- | ----- | ----- |
| 1 216 | 1 408 | 1 416 | 1 410 | 1 659 | 1 920 | 1 863 | 2 106 | 1 946 |

| 1962  | 1968  | 1975  | 1982  | 1990  | 1999  | 2006  | 2008  | 2013  |
| ----- | ----- | ----- | ----- | ----- | ----- | ----- | ----- | ----- |
| 1 966 | 1 957 | 1 889 | 1 750 | 1 938 | 2 013 | 2 120 | 2 151 | 2 163 |

| 2018  | 2020  | - | - | - | - | - | - | - |
| ----- | ----- | - | - | - | - | - | - | - |
| 2 377 | 2 520 | - | - | - | - | - | - | - |

Возрастная пирамида
Население муниципалитета относительно молодое. В 2018 году доля лиц в возрасте до 30 лет составила 39,9 %, что выше среднего показателя по департаменту (36,7 %). И наоборот, доля людей старше 60 лет в том же году составила 20,4 %, по сравнению с 24,9 % в департаменте.
В 2018 году в муниципалитете насчитывалось 1137 мужчин и 1240 женщин, то есть доля женщин составила 52,17 %, что несколько выше ведомственного показателя (51,50 %).
Возрастные пирамиды для коммуны и департаментов выглядят следующим образом:
| Мужчины | Возраст   | Женщины |
| ------- | --------- | ------- |
| 0,2     | 90 +      | 1,8     |
| 4,9     | 75-89 лет | 8,1     |
| 11,7    | 60-74 лет | 13,9    |
| 18,6    | 45-59 лет | 18,3    |
| 22,6    | 30-44 лет | 19,9    |
| 18,6    | 15-29 лет | 15,8    |
| 23,3    | 0-14 лет  | 22,2    |

| Мужчины | Возраст   | Женщины |
| ------- | --------- | ------- |
| 0,5     | 90 +      | 1,5     |
| 5,4     | 75-89 лет | 8,9     |
| 15,9    | 60-74 лет | 17,3    |
| 20,2    | 45-59 лет | 19,4    |
| 19,1    | 30-44 лет | 18,2    |
| 18,6    | 15-29 лет | 16,3    |
| 20,3    | 0-14 лет  | 18,3    |

## Местная культура и наследие

### Места и памятники

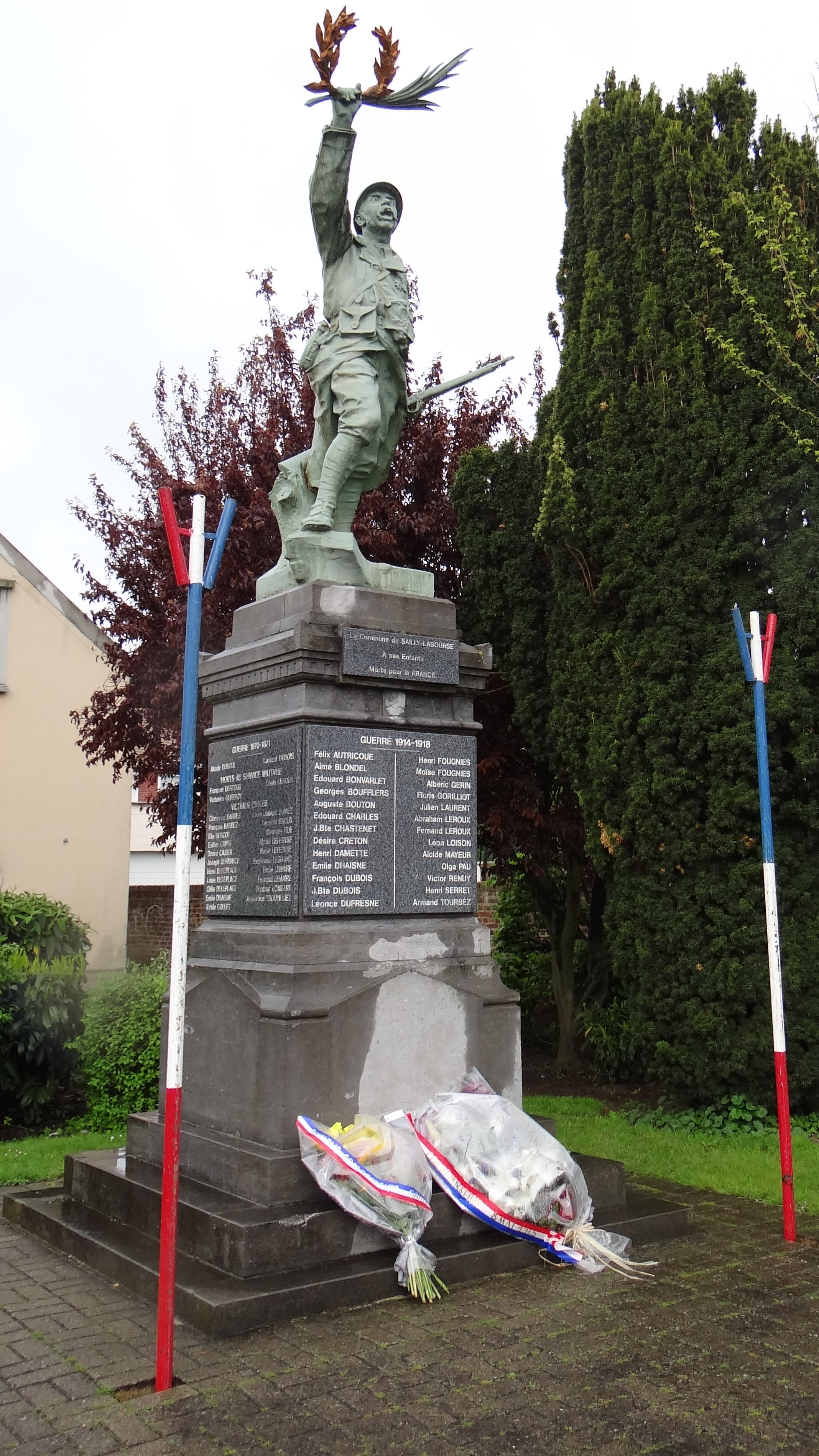
Военный мемориал.

- Церковь Святого Мориса, датируемая XVI веком, хоры перестроены в XVIII веке.
- Замок де Пре, датируется началом XVIII века.
- Кладбище Комиссии по военным захоронениям Содружества[англ.].
- Жилой комплекс, построенный для эксплуатации карьера № 9 шахты Бетюн, также расположенный в Аннекене[англ.], 30 июня 2012 года был включён с список[англ.] Всемирного наследия ЮНЕСКО[46].

### Геральдика
Блазон герба коммуны гласит:

Щит рассечён и пересечён. В первой четверти червлёный пояс на серебре (родом из Бетюна), вторая и третья четверти четверочастны золотом и чернью (родом из Ленс-Беври), в четвёртой четверти на золоте червлёный мельничный крест тамплиеров (родом из Сен-Васта, ферма аббатства, построенная в 1763 году, существует до сих пор).
Оригинальный текст (фр.)écartelé en 1 d'argent à la fasce de gueules (qui est de Béthune), en 2 et 3 contre-écartelé d'or et de sable (qui est de Lens-Beuvry), en 4 d'or à la croix ancrée de gueules (qui est de Saint-Vaast (la ferme de L'Abbaye de 1763 existe toujours)).

### Комментарии
1. ↑  ZNIEFF типа 1 — это территории с ограниченной площадью, характеризующиеся наличием редких, примечательных видов, ассоциаций видов или сред, характерных для регионального или национального природного наследия.
2. ↑  В соответствии с зонированием сельских и городских муниципалитетов, опубликованным в ноябре 2020 года, с применением нового определения сельской местности, утвержденного 14 ноября 2020 года межминистерским комитетом по делам сельских территорий.
3. ↑  В октябре 2020 года концепция городской водосборной площади[англ.] заменила концепцию городской территории[англ.], чтобы обеспечить последовательное сравнение с другими странами ЕС.
4. ↑  Правовое муниципальное население, действующее на 1 января 2023 года, определённое в территориальных границах, действующих на 1 января 2022 года, дата статистического отсчета: 1 января 2020 года.
5. ↑  Досье Insee — население коммуны по годам: 2006[29], 2007[30], 2008[31], 2009[32], 2010[33], 2011[34], 2012[35], 2013[36], 2014[37], 2015[38], 2016[39], 2017[40], 2018[41], 2019[42] и 2020[43]